# Вакер-Уз-Заман
Вакер-Уз-Заман (бенг. ওয়াকার-উজ-জামান; род. 16 сентября 1966, Шерпур, Маймансингх) — бангладешский военный и государственный деятель.

## Биография
Вакер-Уз-Заман родился 16 сентября 1966 года. Окончил колледж службы обороны. Он также учился в командно-штабном колледже Объединенных служб в Соединённом Королевстве. Он имеет степень магистра в области оборонных исследований в Бангладеш и степень магистра искусств в области оборонных исследований в Королевском колледже и Лондонском университете.

## Карьера
За свою военную карьеру он преподавал в Академии унтер-офицеров, школе пехоты и тактики и Бангладешском институте подготовки операций в поддержку мира. Он участвовал в Миссии ООН в Либерии и Контрольной миссии ООН в Анголе. Он служил в подразделении армейской безопасности и командовал 17-м Восточно-Бенгальским полком и 46-й отдельной пехотной бригадой в Дакке. Заман дважды назначался военным секретарём в штабе армии Бангладеш в 2013 и 2017 годах. 30 ноября 2020 года Вакер-Уз-Заман был произведён в генерал-лейтенанты и назначен главным офицером штаба дивизии Вооружённых сил.
Он был назначен начальником Генерального штаба армии Бангладеш 29 декабря 2023 года. 11 июня 2024 года правительство Бангладеш назначило его начальником штаба армии.
5 августа 2024 года, после бегства премьер-министра Шейх Хасины из Бангладеш на фоне протестов, Вакер-Уз-Заман объявил о своём намерении сформировать временное правительство, пообещав, что военные расследуют насилие в отношении протестующих и передадут власть.